# Invasion of the Body Snatchers
Invasion of the Body Snatchers (prt: A Terra em Perigo; bra: Vampiros de Almas) é um filme estadunidense de 1956, dos gêneros horror e ficção científica, dirigido por Don Siegel, com roteiro de Daniel Mainwaring baseado no folhetim The Body Snatchers, de Jack Finney, publicado na revista Collier's em 1954. O longa-metragem é independente, mas distribuído pela Allied Artists Pictures sendo exibido em conjunto com o  britânico The Atomic Man (e em alguns mercados com Indestructible Man).
O enredo do filme gira em torno de uma invasão extraterrestre que começa na cidade fictícia de Santa Mira, na Califórnia. Esporos de plantas alienígenas caíram do espaço e se transformaram em grandes vagens de sementes, cada uma capaz de produzir uma cópia visualmente idêntica de um humano. À medida que cada vagem atinge seu pleno desenvolvimento, ela assimila as características físicas, memórias e personalidades de cada pessoa adormecida colocada perto dela, até que reste apenas a substituta; essas duplicatas, no entanto, são desprovidas de qualquer emoção humana. Aos poucos, um médico local descobre essa invasão "silenciosa" e tenta detê-la.
Invasion of the Body Snatchers foi inicialmente ignorado pela crítica mas a medida do tempo conseguiu a reputação de clássico da ficção científica, entrando para o cânone do gênero. Este filme teria oficialmente dois remakes: Invasion of the Body Snatchers (1978), de Philip Kaufman, e Body Snatchers (1993), de Abel Ferrara.

## Enredo

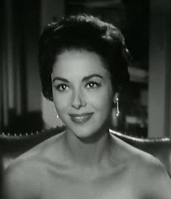
Dana Wynter é Becky Driscoll.

Um psiquiatra é chamado à sala de um hospital de Los Angeles, onde um homem chamado Miles Bennell (Kevin McCarthy) está detido. O homem afirma ser médico e relata os eventos que levaram à sua prisão e chegada ao hospital.
No trabalho, Bennell encontra vários pacientes que sofrem do delírio de Capgras. Sua namorada, Becky (Dana Wynter), acaba de voltar para a cidade após resolver um divórcio. O casal é chamado à casa de um amigo do médico, Jack Belicec (King Donovan) que encontrou o que parece ser um corpo em sua casa. O corpo não tem traços ou impressões digitais e começa a mudar, assumindo as feições de Belicec. Outro corpo é encontrado no porão de Becky, que é sua duplicata. Antes que qualquer investigação posterior possa ser realizada, os corpos desaparecem.
Bennell e a esposa de Jack, Teddy (Carolyn Jones) encontram cópias de si mesmos emergindo de cápsulas na estufa de Bennell. Eles concluem que os moradores da cidade estão sendo substituídos por cópias enquanto dormem. O protagonista tenta ligar para as autoridades, mas a telefonista alega que todas as linhas estão ocupadas e que ele não pode ser contatado, então Jack e Teddy partem em busca de ajuda na cidade vizinha. Bennell e Becky percebem que todos os habitantes de Santa Mira foram substituídos e estão desprovidos de qualquer tipo de humanidade. Eles se escondem no escritório dele para passar a noite.
Caminhões cheios de cápsulas chegam ao centro do município. Becky e Bennell ouvem o chefe de polícia Nick Grivett (Ralph Dumke) instruir os outros a levá-las às cidades para serem plantadas e usadas para repor suas populações. Kauffman e Belicec chegam ao escritório de Bennell com cápsulas para Becky e Bennell. É revelado que uma raça de impostores alienígenas é responsável pela invasão e que, se eles não forem detidos, a humanidade perderá todas as emoções e o senso de individualidade. O casal escapa do escritório e da cidade adentrando numa mina e após uma patrulha o protagonista percebe que a sua namorada adormeceu e foi contaminada. Desesperado, ele grita por socorro com os motoristas na rodovia.
Bennell termina sua história. Dr. Hill e o médico saem para o corredor. Um motorista é levado para o corredor em uma maca após ter se ferido em um acidente. O atendente relata que o homem teve que ser retirado de debaixo de uma carga de cápsulas misteriosas vindas de Santa Mira. Dr. Hill alerta a polícia para bloquear as estradas de entrada e saída de Santa Mira . O filme termina com o protagonista se sentindo aliviado enquanto Hill liga para o FBI.

## Elenco

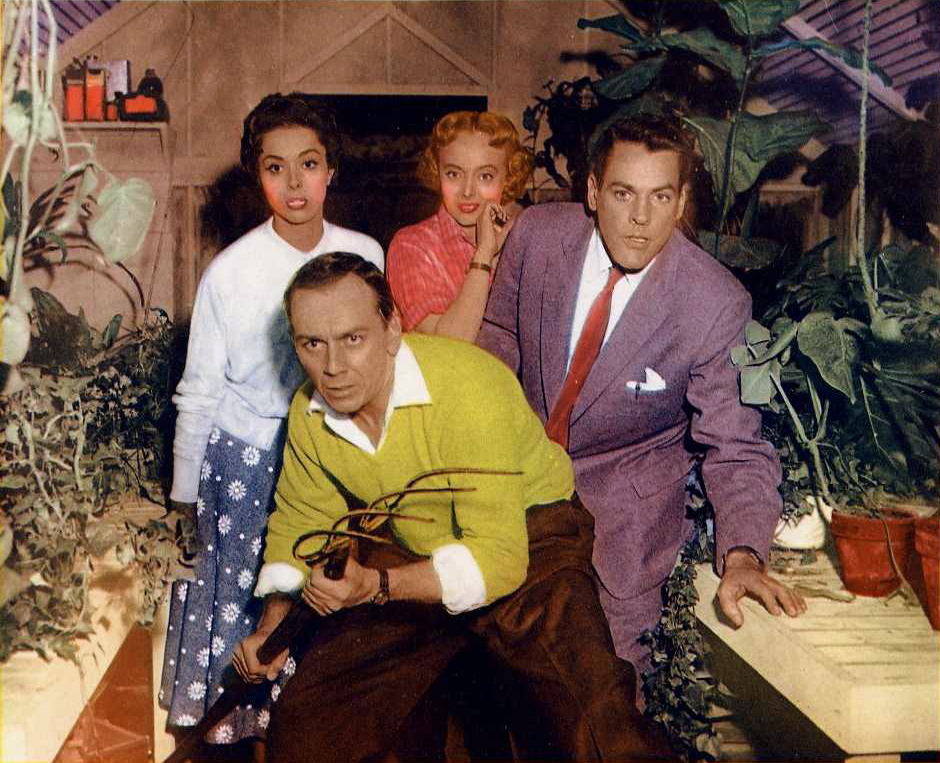
Fotografia colorizada com o elenco principal (no sentido horário do canto superior), Carolyn Jones como Teddy, Kevin McCarthy como Dr. Miles Bennell, King Donovan como Jack Belicec, e Dana Wynter como Becky Driscoll, descobrem seus clones.

| Nome               | Personagem                  |
| ------------------ | --------------------------- |
| Kevin McCarthy     | Dr. Miles J. Bennell        |
| Dana Wynter        | Becky Driscoll              |
| Larry Gates        | Dr. Dan 'Danny' Kauffman    |
| King Donovan       | Jack Belicec                |
| Carolyn Jones      | Theodora 'Teddy' Belicec    |
| Jean Willes        | Sally Withers               |
| Ralph Dumke        | Nick Grivett                |
| Virginia Christine | Wilma Lentz                 |
| Tom Fadden         | Ira Lentz                   |
| Kenneth Patterson  | Stanley Driscoll            |
| Guy Way            | Sam Janzek                  |
| Eileen Stevens     | Anne Grimaldi               |
| Beatrice Maude     | Vovó Grimaldi               |
| Jean Andren        | Eleda Lentz                 |
| Everett Glass      | Dr. Ed Pursey               |
| Dabbs Greer        | Mac Lomax                   |
| Pat O'Malley       | Carregador (não creditado)  |
| Guy Rennie         | Proprietário do restaurante |
| Marie Selland      | Martha Lomax                |
| Sam Peckinpah      | Charlie                     |
| Harry J. Vejar     | Transportador de casulo     |
| Whit Bissell       | Dr. Hill                    |
| Richard Deacon     | Dr. Harvey Bassett          |
| Frank Hagney       | Bit Part                    |
| Robert Osterloh    | Motorista da ambulância     |

## Produção

### Romance e roteiro
O romance de Jack Finney termina com os extraterrestres, que têm uma vida útil de no máximo cinco anos, deixando a Terra depois de perceberem que os humanos estão oferecendo forte resistência, apesar de terem pouca chance razoável contra a invasão alienígena.

### Orçamento e elenco
Invasion of the Body Snatchers estava originalmente programado para ser filmado em 24 dias e ter um orçamento de US$ 454.864. Posteriormente, o estúdio solicitou a Wanger que reduzisse significativamente o custo de produção. O produtor propôs um cronograma de filmagem de 20 dias e um orçamento de US$ 350.000.
Inicialmente, Walter Wanger considerou Gig Young, Dick Powell, Joseph Cotten e vários outros para o papel de Miles. Para Becky, ele pensou em escalar Anne Bancroft, Donna Reed, Kim Hunter, Vera Miles e outras. Mas, com o orçamento menor, no entanto, ele abandonou essas escolhas e ofereceu o personagem de Miles para Richard Kiley, que tinha acabado de estrelar The Phenix City Story da Allied Artists. Kiley recusou a oferta de Wanger e então ele escolheu Kevin McCarthy, um indicado ao Oscar cinco anos antes por Death of a Salesman (1951) e a relativamente novata Dana Wynter que tinha feito vários papéis dramáticos importantes na televisão.
O futuro diretor Sam Peckinpah teve um pequeno papel como Charlie, um leitor de medidores. Peckinpah foi um instrutor de diálogos em cinco filmes de Don Siegel em meados da década de 1950, incluindo este.

### Filmagem
Originalmente, o produtor e o diretor queriam filmar Invasion of the Body Snatchers em Mill Valley na Califórnia, uma cidade ao norte de São Francisco que Jack Finney descreveu em seu romance. Na primeira semana de janeiro de 1955, eles junto com o roteirista Daniel Mainwaring visitaram Finney para conversar sobre a versão cinematográfica e para conhecer Mill Valley. O local provou ser muito caro e Siegel, com os executivos da Allied Artist, encontraram locais semelhantes a Mill Valley na área de Los Angeles, incluindo Sierra Madre, Chatsworth, Glendale, Los Feliz, Bronson e Beachwood Canyons, todos os quais formaram a cidade fictícia de "Santa Mira" para o filme. Além desses locais ao ar livre, grande parte do longa-metragem foi gravado no estúdio da Allied Artists, no lado leste de Hollywood.
Invasion of the Body Snatchers foi filmado pelo diretor de fotografia Ellsworth Fredericks em 23 dias entre 23 de março e 27 de abril de 1955. O elenco e a equipe trabalharam uma semana de seis dias com folga aos domingos. A produção ultrapassou o cronograma em três dias por causa da cinematografia Night-for-night que Siegel queria. Sequências adicionais ocorreram em setembro de 1955, filmando uma história-quadro na qual o estúdio havia insistido (veja o final original pretendido). O orçamento final foi de US$ 382.190.

### Pós-produção
O projeto foi originalmente chamado de The Body Snatchers em homenagem ao livro de Finney, mas Wanger queria evitar confusão com o filme de Val Lewton de 1945, The Body Snatcher. O produtor não conseguiu encontrar um título e aceitou a escolha do estúdio, They Come from Another World que foi atribuída no verão de 1955. Siegel se opôs a este título e sugeriu duas alternativas, Better Off Dead e Sleep No More, enquanto Wanger ofereceu Evil in the Night e World in Danger. Nenhuma delas foi escolhida, e o estúdio decidiu por Invasion of the Body Snatchers no final de 1955. O longa-metragem foi lançado na época na França sob o título mal traduzido de L'invasion des profanateurs de sépultures (tradução literal: Invasão dos profanadores de túmulos), que permanece inalterado até hoje.
Wanger queria adicionar uma variedade de discursos e prefácios, sugerindo uma introdução em narração para o protagonista da obra. Enquanto Invasion of the Body Snatchers estava sendo gravado, Wanger tentou obter permissão na Inglaterra para usar uma citação de Winston Churchill como prefácio do filme e o produtor procurou Orson Welles para dublar o prefácio e um trailer do filme.  Ele escreveu discursos para a abertura de Welles em 15 de junho de 1955 e trabalhou para persuadir Welles a fazê-lo, mas não teve sucesso. Wanger considerou o autor de ficção científica Ray Bradbury, mas isso também não aconteceu. Mainwaring eventualmente escreveu a narração em voz ele mesmo.
O estúdio agendou três prévias do filme nos últimos dias de junho e no primeiro dia de julho de 1955. De acordo com os memorandos de Wanger na época, as prévias foram bem-sucedidas. Relatórios posteriores de Mainwaring e Siegel, no entanto, contradizem isso, alegando que o público não conseguiu acompanhar o filme e riu nos lugares errados. Em resposta, o estúdio removeu muito do humor, "humanidade" e "qualidade" do longa-metragem, de acordo com Wanger. Outras prévia em meados de agosto, também não foram bem. Em entrevistas posteriores, Siegel apontou que o público não estava pronto para a mistura de humor com terror.
Wanger viu o corte final em dezembro de 1955 e protestou contra o uso da proporção de tela do Ecrã panorâmico. Seu uso havia sido incluído nos planos iniciais para o filme, mas a primeira impressão não foi feita até dezembro e o produtor sentiu que o filme perdeu nitidez e detalhes. Siegel filmou originalmente Invasion of the Body Snatchers na proporção de tela de 1,85:1. O ecrã panorâmico era um processo de laboratório de pós-produção projetado para criar uma impressão anamórfica a partir de material de origem não anamórfico que seria projetado em uma proporção de tela de 2,00:1.

### Final original pretendido

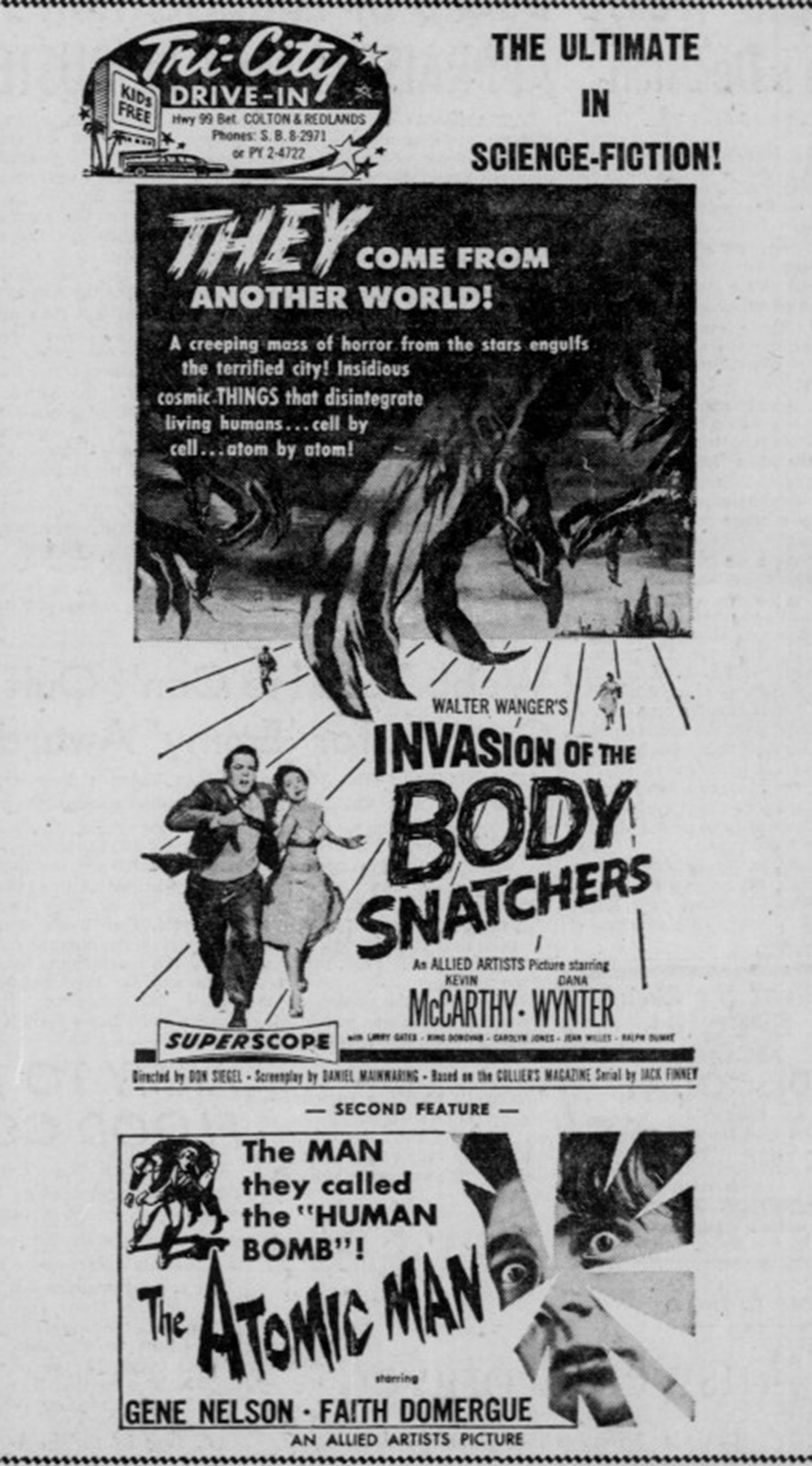
Propaganda Drive-in de 1956 para Invasion of the Body Snatchers com co-estrela do filme britânico de Timeslip

Tanto Siegel quanto Mainwaring ficaram satisfeitos com o filme como foi filmado. O final original não incluía o enquadramento de flashback e terminava com Miles gritando enquanto caminhões de cápsulas passavam por ele na estrada. O estúdio, cauteloso com uma conclusão pessimista, insistiu em adicionar um prólogo e um epílogo sugerindo um resultado mais otimista para a história, levando ao enquadramento de flashback. Nesta versão, o longa-metragem começa com Bennell sob custódia em uma ala de emergência de hospital, contando a um psiquiatra consultor (Whit Bissell) sua história. Nas cenas finais, cápsulas são descobertas em um acidente rodoviário, confirmando o aviso de Bennell, e as autoridades são alertadas, provavelmente interrompendo a distribuição de cápsulas e resolvendo a ameaça extraterrestre. Mainwaring escreveu o roteiro desta história e o diretor a filmou em 16 de setembro de 1955, no Allied Artists. Em uma entrevista posterior, o cineasta reclamou: "O filme quase foi arruinado pelos responsáveis da Allied Artists, que adicionaram um prefácio e um final dos quais não gostei". Em sua autobiografia, acrescentou que "Wanger era totalmente contra isso, assim como eu. No entanto, ele me implorou para filmar para proteger o filme, e eu relutantemente consenti [...]".
Embora o Internet Movie Database afirme que o filme foi revisado para seu final original no relançamento de 1979. Steve Biodrowski da revista Cinefantastique observa que o longa-metragem ainda estava sendo exibido com a filmagem completa, incluindo uma exibição em 2005 na Academia de Artes e Ciências Cinematográficas em homenagem ao diretor Don Siegel. Embora a maioria dos críticos não tenha gostado, como George Turner (em American Cinematographer) e Danny Peary (em Cult Movies) endossaram a história adicionada posteriormente. No entanto, Peary enfatizou que as cenas adicionadas mudaram significativamente o que ele via como a intenção original de Invasion of the Body Snatchers.

## Lançamento
Quando o filme foi lançado internamente em fevereiro de 1956, muitos cinemas exibiram várias cápsulas feitas de papel machê nos saguões e entradas dos teatros, junto com grandes recortes em preto e branco realistas de McCarthy e Wynter fugindo de uma multidão. O longa-metragem arrecadou mais de US$ 1 milhão no primeiro mês e, somente em 1956, arrecadou mais de US$ 2,5 milhões nos EUA. Quando Invasion of the Body Snatchers lançado no Reino Unido (com cortes impostos pelos censores britânicos) no final de 1956, a produção arrecadou o equivalente a mais de meio milhão de dólares em vendas de ingressos.

### Mídia doméstica
Várias versões de Blu-ray Disc foram lançadas, incluindo duas edições básicas de Blu-ray pela Olive Films em 2012 e pela empresa alemã Al!ve (sob o título Die Dämonischen) em 2018. A Sinister Films lançou um Blu-ray na Itália em 18 de março de 2014. Esta versão, sob o título L'Invasione degli Ultracorpi, continha muitos recursos especiais, incluindo uma entrevista com o ator principal Kevin McCarthy, o episódio de 1957 do Studio One intitulado "The Night America Trembled" e uma reconstrução filmada inédita da famosa transmissão de rádio de Orson Welles "War of the Worlds", estrelada por Ed Asner, James Coburn e Warren Beatty.

## Recepção

### Resposta crítica
Embora Invasion of the Body Snatchers tenha sido amplamente ignorado pelos críticos em sua exibição inicial, atualmente ele é classificado como um dos melhores filmes de 1956. O longa-metragem tem uma taxa de aprovação de 98% e uma classificação de 9,1/10 no site agregador de críticas de Rotten Tomatoes. O consenso do site diz: "Uma das melhores alegorias políticas da década de 1950, Invasion of the Body Snatchers é uma mistura eficiente e assustadora de ficção científica e terror". No Metacritic, que usa uma média ponderada atribuiu ao filme uma pontuação de 92 em 100, com base em 16 críticos, indicando "aclamação universal".
Nos últimos anos, críticos como Dan Druker do Chicago Reader chamaram o filme de um "clássico genuíno da ficção científica". Leonard Maltin descreveu Invasion of the Body Snatchers como "influente e ainda muito assustador" e a Time Out declarou ser um dos "mais ressonantes" e "um dos mais simples" do gênero.

### Análise de temas
Alguns críticos viram na história um comentário sobre os perigos que os Estados Unidos enfrentam por fechar os olhos ao macarthismo. Leonard Maltin escreveu sobre um subtexto da era McCarthy ou sobre a conformidade insípida na América do pós-guerra sob a gestão de Dwight D. Eisenhower. Outros a viam como uma alegoria para a perda da autonomia pessoal e do individualismo na União Soviética ou nos sistemas comunistas em geral.
David Wood para a BBC resumiu as interpretações populares circulantes do filme como: "O senso de paranoia anticomunista do pós-guerra é agudo, assim como a tentação de ver o filme como uma metáfora para a tirania da era McCarthy". Danny Peary em Cult Movies apontou que as modificações durante a sua produção mudou a postura do enredo de anti-mccarthismo para anticomunista". Michael Dodd do The Missing Slate chamou o filme de "um dos filmes de terror mais multifacetados já feitos", argumentando que ao "explorar simultaneamente o medo contemporâneo de infiltração por elementos indesejáveis, bem como uma preocupação crescente com o totalitarismo nacional na esteira da notória caça às bruxas aos comunista feita pelo senador Joseph McCarthy, pode ser a janela mais clara para a psique americana que o cinema de terror já forneceu".
No livro An Illustrated History of the Horror Film, Carlos Clarens viu uma tendência se manifestando em produções de ficção científica, lidando com a desumanização e o medo da perda da identidade individual, sendo historicamente conectada ao fim da "Guerra da Coreia e aos relatos amplamente divulgados de técnicas de lavagem cerebral". Comparando Invasion of the Body Snatchers com Kiss Me Deadly (1955) de Robert Aldrich e Touch of Evil (1958) de Orson Welles, Brian Neve encontrou uma sensação de desilusão em vez de mensagens diretas, com todos os três filmes sendo "menos radicais em qualquer sentido positivo do que refletindo o declínio das grandes esperanças liberais [dos roteiristas]".
Apesar de um consenso geral entre os críticos de cinema quanto às conotações políticas do longa-metragem, o ator Kevin McCarthy afirmou, em uma entrevista incluída no lançamento do DVD de 1998, que não sentiu que nenhuma alegoria política fosse pretendida. O entrevistador afirmou ter conversado com o autor do romance, Jack Finney, que não professou nenhuma alegoria política específica na obra. Walter Mirisch em sua autobiografia I Thought We Were Making Movies, Not History as pessoas começaram a ler significados em imagens que nunca foram pretendidos. Invasion of the Body Snatchers é um exemplo disso. Lembro-me de ler um artigo de revista argumentando que o filme foi concebido como uma alegoria sobre a infiltração comunista na América. Pelo que sei, nem Walter Wanger nem Don Siegel, que o dirigiu, nem Dan Mainwaring, que escreveu o roteiro, nem o autor original Jack Finney, nem eu, vimos isso como algo mais do que um thriller, puro e simples".
Don Siegel falou mais abertamente sobre um subtexto alegórico existente, mas negou um ponto de vista estritamente político: "[...] Senti que esta era uma história muito importante. Acho que o mundo é povoado por cápsulas e eu queria mostrá-las. Acho que muitas pessoas não têm sentimentos sobre coisas culturais, nenhum sentimento de dor, de tristeza. [...] A referência política ao senador McCarthy e ao totalitarismo era inevitável, mas tentei não enfatizá-la porque sinto que os filmes são principalmente para entreter e eu não queria pregar". O estudioso de cinema JP Telotte escreveu que Siegel pretendia que as cápsulas fossem sedutoras; seu porta-voz, um psiquiatra, foi escolhido para fornecer uma voz autoritária que apelasse ao desejo de "abdicar da responsabilidade humana em um mundo moderno cada vez mais complexo e confuso".

## Impacto
A gíria "pod people" que surgiu na cultura americana no final do século XX refere-se às cópias sem emoção vistas no filme. Invasion of the Body Snatchers foi selecionado em 1994 para preservação no National Film Registry pela Biblioteca do Congresso como sendo "culturalmente, historicamente ou esteticamente significativo". Em junho de 2008, o American Film Institute revelou seus "Dez melhores dez" - os 10 melhores filmes em 10 gêneros de produções americanas "clássicas" - após entrevistar mais de 1.500 pessoas da comunidade cinematográfica, Invasion of the Body Snatchers foi reconhecido como o 9º melhor filme do gênero ficção científica. A mesma instituição posteriormente o classifica no compilado AFI's 100 Years... 100 Thrills.
Invasion of the Body Snatchers é frequentemente chamado de um dos maiores filmes de ficção científica de todos os tempos e da década de 1950 junto com O Dia em que a Terra Parou (1951), The Thing from Another World (1951) e Planeta Proibido (1956). A Chicago Film Critics Association nomeou-o o 29º longa-metragem mais assustador já feito e a revista Bravo coloca a sua cena final no seu compilado dos "100 momentos mais assustadores do cinema". A Time incluiu Invasion of the Body Snatchers em sua lista dos 100 melhores filmes de todos os tempos e dos 25 melhores filmes de terror. Em 1999, a Entertainment Weekly listou-o como o 53º melhor filme de todos os tempos. Da mesma forma, o livro Four Star Movies: The 101 Greatest Films of All Time colocou o filme em #60.
Invasion of the Body Snatchers que pode ter influenciado o longa-metragem tokusatsu japonês Uchūjin Tōkyō ni arawaru que foi lançado no Japão uma semana antes do filme de Siegel.

### Na cultura popular
Invasion of the Body Snatchers junto com seus remakes adentraram na cultura popular americana. O filme inspirou a série da ABC Invasion (2005), uma subtrama de Another Life (2019) da Netflix e a série Goosebumps: The Vanishing (2025) do Disney+. A edição de maio de 1981 do National Lampoon apresentou uma paródia intitulada "Invasão dos ladrões de dinheiro"; a população gentia de Whiteville é tomada por sanduíches de pastrami do espaço sideral e transformada em judeus. Outras paródias incluem o segmento "The Host" do episódio "The Giant Spider Invasion" do Mystery Science Theater 3000, "Planet of the Jellyfish" de SpongeBob SquarePants (referindo-se ao Terrore nello spazio e Planeta dos Macacos), apresentando personagens da Fenda do Biquíni sendo substituídos por clones alienígenas durante o sono  e o episódio "Invasion of the Turtle Snatchers" de Teenage Mutant Ninja Turtles. O longa-metragem Troll de 1986 tem um trecho de um filme visto na TV em que Spot (um cachorro) e Tweetie (um canário) são declarados pessoas-vagem. Enquanto em Halloween III: Season of the Witch (1982) com temas semelhantes envolvendo andróides, também se passa em grande parte em uma cidade da Califórnia chamada Santa Mira.

## Remakes
A versão de 1978 de Invasion of the Body Snatchers, dirigida por Philip Kaufman, transpõe a trama para a São Francisco contemporânea, intensificando o horror com efeitos mais gráficos, cenas de mutação grotesca e um clima de paranoia urbana. O remake mantém a essência da perda de identidade, mas amplia a escala e a visceralidade, transformando o suspense sugestivo do original em um terror físico e psicológico mais explícito, reforçado por referências ao primeiro filme, como a participação de Kevin McCarthy, que cria um elo entre as duas versões. Recebeu aclamação das crítica, com alguns defendendo como superior a adaptação de 1956.
Em 1993, Abel Ferrara lançou o remake da obra intitulada de Body Snatchers, que leva a invasão alienígena para uma base militar no Alabama, usando o ambiente rígido como metáfora da perda de identidade e do conformismo. Com foco em uma protagonista adolescente e no drama familiar, entrega um horror mais físico e claustrofóbico, reforçado por efeitos práticos e atmosfera sombria. Embora elogiado por críticos como Roger Ebert pelo impacto visual e pela tensão, parte do público achou o filme menos denso em subtexto político que as outras adaptações, enxergando-o mais como um thriller de terror visceral do que como uma alegoria social, o que fez com que fosse inicialmente ignorado, mas ganhasse status de culto com o tempo.
No ano de 2007, uma nova versão chamada de The Invasion com a direção de Oliver Hirschbiegel transporta o enredo para Washington, D.C., com uma psiquiatra (Nicole Kidman) tentando salvar seu filho e a si mesma de uma infecção que se espalha como um vírus por meio do sono. O remake foi criticado pelo público e crítica sendo até então citado como a "pior adaptação" do romance embora a atuação de Nicole Kidman tenha sido elogiada.
Uma quarta adaptação sem título produzido pela Warner Bros. foi relatada como estando em desenvolvimento em 2017 e teria o roteiro de David Leslie Johnson, mas a idéia foi descartada. O filme independente There Are Monsters (2013) é essencialmente um remake no estilo found footage baseado no filme de 1978. Em 2019, uma adaptação livre de Invasion of the Body Snatchers é lançada sob o título de Assimilate.